# Océano (canción de Pablo Ruiz)
«Océano» es una canción del cantante argentino Pablo Ruiz del álbum del mismo nombre, fue lanzada en 1989.

## Presentaciones en vivo
«Océano» fue presentado en Baila Conmigo en México.

## En la cultura popular
La canción fue usada el comercial chileno Yogu Up de Loncoleche.